# Horch Typ C
La Horch Typ C era un'autovettura prodotta in due versioni dal 1911 al 1922 dalla Casa automobilistica tedesca Horch. Le due versioni in cui venne proposta presero le denominazioni di 6/18 PS e 8/24 PS.

## Storia e profilo
I primi modelli prodotti dalla Horch stavano lasciando il posto, dopo i primi dieci anni di produzione, a modelli che puntavano via via verso fasce di gamma sempre più alte, lasciando così scoperti i segmenti inferiori del mercato. Fu per questo motivo che al Salone di Berlino del 1911 la Casa di Zwickau introdusse due modelli che andassero a presidiare le fasce meno esclusive del mercato dell'epoca. Uno fu la 8/24 PS, mentre l'altro, ancora più economico, fu la 6/18 PS. I due modelli erano strettamente imparentati tra loro dal punto di vista tecnico e condividevano lo stesso telaio.

### La Horch 6/18 PS
La versione di base della Typ C nasceva su un telaio in lamiera d'acciaio profilato ad U, con sospensioni ad assale rigido su entrambi gli assi ed in particolare con molle a balestra semiellittica all'avantreno e balestre a tre quarti sul retrotreno. L'impianto frenante prevedeva invece un sistema a ganasce che agivano sulle ruote posteriori e sulla trasmissione. Quest'ultima si avvaleva a sua volta del solito sistema a cardano, con frizione a cono e cambio a 4 marce.

La 6/18 PS montava un motore monoblocco a 4 cilindri in linea da 1588 cm³ (alesaggio e corsa: 74.5 x 90 mm) e fu perciò la prima Horch a scendere sotto i due litri di cilindrata. Tale motore era fissato al telaio mediante due traverse specificamente progettate per le due versioni della Typ C. L'alimentazione era affidata ad un carburatore Cudell (si sarebbe passati al carburatore Zenith solo a partire dal 1914), mentre l'accensione avveniva mediante un magnete Eisemann. Caratterizzato da una distribuzione a valvole laterali disposte lungo lo stesso lato del motore (schema detto "a testa piatta" o "ad L"), questo motore erogava una potenza massima di 18 CV, sufficienti per spingere la vettura ad una velocità massima di 60 km/h. 

La 6/18 PS fu prodotta fondamentalmente in tre varianti di carrozzeria, vale a dire: torpedo, limousine o landaulet, ed in due misure di passo (2.800 e 2.875 mm). Fu prodotta e commercializzata fino al 1920 in 208 esemplari, ad un prezzo di 5.000 marchi per il solo autotelaio.

### La Horch 8/24 PS
Contemporaneamente alla 6/18 PS, sempre a Berlino, fu introdotta anche la 8/24 PS, che venne concepita sullo stesso telaio del modello più economico, ma previsto anche in una variante maggiorata di interasse. Infatti, la 8/24 PS fu proposta anche con telaio da 2.95 m di passo, in qualità di modello che andava a porsi un gradino sopra la 6/18 PS. Il motore era una versione a corsa allungata dell'unità motrice che equipaggiava la Typ C di base. Grazie all'allungamento della corsa dei pistoni da 90 a 120 mm, la cilindrata crebbe fino a 2080 cm³, mentre la potenza massima salì fino a 24 CV a 1800 giri/min. La 8/24 PS fu proposta nelle medesime varianti di carrozzeria della 6/18 PS, più un'inedita variante phaeton a due posti. La velocità massima variava, a seconda del telaio e delle carrozzerie scelte dal cliente, tra i 55 ed i 70 km/h. La 8/24 PS fu prodotta fino ad un paio di anni dopo l'uscita di produzione della "sorella" minore. Nel 1922 dalle linee di Zwickau uscì l'esemplare numero 908, l'ultimo della Typ C.

L'eredità delle due Typ C sarebbe stata raccolta da modelli di segmento superiore, quali la Typ 10, i quali contemporaneamente andarono a sostituire anche i modelli immediatamente superiori alle due Typ C.